# لعبة كل يوم (فلم)
لعبة كل يوم (بالإنجليزية: The Game of Each Day - Leighbat kol yawm) فيلم دراما مصري للمخرج خليل شوقي عام 1972 عن قصة أحمد لطفي وعاونه في كتابة السيناريو والحوار عبد المجيد أبو زيد وعبد القادر التلمساني. الفيلم من بطولة نبيلة عبيد وتحية كاريوكا وعزت العلايلي وعبد المنعم إبراهيم وتدور الأحداث حول شبارة، مُنادي السيارات، الذي يقع في غرام انشراح وتبادله الحب، إلا أن المعلم يحبها أيضاً ويقرر تدبير حيلة لإبعاد شبارة عن طريقه.
صدر الفيلم إلى دور العرض المصرية في 2 أغسطس 1971.
منح موقع قاعدة بيانات الأفلام على الإنترنت (IMDB) الفيلم درجة 3.9/ 10.
منح موقع قاعدة بيانات الأفلام العربية «السينما.كوم» الفيلم درجة 5.2/ 10.

## طاقم التمثيل
نبيلة عبيد: في دور انشراح
ماجدة الخطيب: في دور لطافة (الغازية)
تحية كاريوكا: في دور أم انشراح (بائعة الكشري)
عبد المنعم إبراهيم: في دور شبارة العفي (منادي موقف سيارات الأقاليم)
عزت العلايلي: في دور عينو (عامل أجير)
محمد رضا: في دور معلم المقهى
عبد المنعم مدبولي: في دور عباس أفندي
مديحة حمدي: في دور فكيهة (ابنة المعلم)
جمال إسماعيل: في دور الشاويش أمين
بالاشتراك مع: سعيد صالح - عزيزة حلمي - شفيق نور الدين - عبد السلام محمد - عبد الغني النجدي - سيف الله مختار - عبد المنعم بسيوني - محمد أبو حشيش - عمران بحر.

## أغاني الفيلم
غناء: محمد العزبى - ألحان: محمد الموجي - علي إسماعيل
الأغاني: جمل الأحمال - نوادر - أمانة يا دنيا - في بطني جرح يا طبيب - لما نوينا على السفر.
المواويل: بستان حبيبي (محمد الموجي)

## أحداث الفيلم
يجوب الشاب القوي «شبارة العفي» (عبد المنعم إبراهيم) في جميع أنحاء البلاد فلا يعرف لنفسه أهلا أو محافظة ينتمي لها، وتسلب شرطة المرافق الشاب شبارة ما يبيعه، ويفلت من أن تأخذه الشرطة معها، وبدلا من البكاء على اللبن المسكوب فإن شبارة يبحث عن رزق جديد أينما كان، ويستقر به الحال في محافظة كفر الشيخ بدسوق؛ حيث يعمل في موقف سيارات الأقاليم التي تصل بركابها إلى برنبال، هو الرجل الذي بلا جذور أو اسرة، يبحث عن سقف ينام تحته، وأجرة بسيطة للغاية كي يسدد إيجار المبيت. يطمع شبارة في الزواج من حبيبته «انشراح» (نبيلة عبيد).
يعيش في المنطقة التي استقر بها شبارة الكثير من البشر، تجمعهم معا هموم البحث عن الرزق، البعض منهم يعيش منذ فترة فصارت له الأملاك الكثيرة، وخاصة المعلم (محمد رضا)، وهو رجل مستقر في حياته، له العديد من الممتلكات والمكاسب، وابنته فكيهة (مديحة حمدي) تقع في حب الأجير «عينو» (عزت العلايلي)، الأقدم في العمل، يغويها فتذهب معه إلى الخلاء ويعاشرها، ويرفض الزواج منها، بينما تطلب النساء ود المعلم خاصة أم انشراح (تحية كاريوكا) بائعة الكشري، كما أن الغازية لطافة (ماجدة الخطيب) تلح عليه أن تقرأ له الطالع، وهو يتعامل مع العاملين عنده بقسوة، وعندما ينزل شبارة إلى المكان فإنه يساوم على ثمن الكشري، لكنه سرعان ما يجد عملا، فهو القومسيون الذي ينادى على الزبائن، ويغسل السيارات الاجرة، ويتقبل أن يقوم المعلم بمغالطته في الحساب، فيكسب منه. يتابع المعلم انشراح ويتمناها، بينما أمها ترغب فيه، كما أنه يذهب في المساء لقضاء بعض ليالى الأنس، وفى هذه السوق الكثير من الشخصيات التي تدور في فلك المعلم، منهم العجوز عبدالكافي، وعباس أفندي المحضر القانوني الذي يأتمر بما يدبره المعلم للسيطرة على أهل المكان، كأن يدفع شبارة أن يبصم على بنود وظيفته الجديدة دون أن يدرى أن هناك خطة لايقاعه في خطأ.

## استقبال الفيلم
كتب محمود قاسم الناقد السينمائي: «نحن أمام فيلم حول عمالة الفقراء وعمال اليومية، مثل:»باب الحديد"، ثم "الحرام" و"جفت الأمطار"، كل هؤلاء يعملون دون أن يكون لهم غد، وشبارة بواقع تجاربه السابقة يعمل ألف حساب لرجال الإزالة الذين يستولون على ما يبيعه السريحة ويسوقونهم مع البضائع إلى أقسام الشرطة، ويجعلهم يدفعون الغرامات، والكل مهدد في رزقه ابتداء من شبارة وأيضا انشراح وأمها، وحين أتى رجال الإزالة لمصادرة ممتلكات الناس، ومنها ما يخص أم انشراح، فإن العامل السريح، وبكل رجولة يهرب بعربة الكشرى داخل المزارع في واحد من أكثر مشاهد السينما المصرية بقاء في الأذهان، ويخفي العربة وسط المزروعات حتى تمر أزمة حملة الإزالة، ويكون ذلك سببا لإعجاب انشراح به، إنه حب قائم على المصلحة والخدمة الملموسة، لكن انشراح تقف فيما بعد مع الرجل، وعند القبض عليه تذهب معه تعضده في أزمته... هؤلاء الأشخاص لن يحققوا شيئا في الحياة حتى وإن وجدوا من يعتني بهم، وكما نرى فإن الصدمات في حياة كل منهم أقوى تأثيراً من لحظات المتعة التي يحصلون عليها، وبعض هؤلاء سوف يظل يتنقل في الشتات دون أن يعرف الاستقرار، فشبارة يظل يحلم أن يرتدى جلباباً جديداً لم يمس جسداً بشرياً آخر، أما الشاب خلف فهو أبكم بلا أهل، يكاد يكون أحد أبطال رواية "بلا عائلة" لهيكتور مالو، وبالتالى فإنه يعمل مساعدا لشبارة، ويلازمه كظله، فهناك حكايات جانبية لشخصيات كثيرة منها الرجل العجوز عبد الكافي الذي يسترجع ذكريات شبابه، حينما كان يشارك في ثورة 1919، وكان يقف ضد القوى الغاشمة، ورغم ذلك فإننا لم نعرف له أي جذور مثل العشرات من الأشخاص الذين ملأوا الفيلم... كل ما يمكن أن نقوله هو: لماذا لم يأخذ مثل هذا الفيلم حقه في خريطة السينما المصرية المهمة".

## روابط خارجية
- مقالات تستعمل روابط فنية بلا صلة مع ويكي بيانات